# Vicente González (politico)
Vicente González (Corpus Christi, 4 settembre 1967) è un politico statunitense, membro della Camera dei Rappresentanti per lo stato del Texas dal 2017.

## Biografia
Nato nel 1967, González è laureato in legge alla Texas A&M University School of Law e ha svolto la professione di avvocato fondando una sua agenzia legale, la V. Gonzalez & Associates nel 1997.
Nel 2016, quando il deputato uscente democratico Rubén Hinojosa annunciò il suo ritiro, González si candidò alla Camera dei Rappresentanti per il quindicesimo distretto del Texas vincendo le primarie democratiche contro Sonny Palacios e poi le elezioni generali dell'8 novembre, sconfiggendo il repubblicano Tim Westley con il 57,3% dei voti contro il 37,7.
A seguito di una ridefinizione dei distretti congressuali, nel 2022 si candidò per un'altra circoscrizione e risultò eletto, sconfiggendo la collega repubblicana Mayra Flores.